# Pyrgocythara albovittata
Pyrgocythara albovittata is een slakkensoort uit de familie van de Mangeliidae. De wetenschappelijke naam van de soort is voor het eerst geldig gepubliceerd in 1845 door Adams C. B..